# اگلاند (داکوتای شمالی)
اگلاند(به انگلیسی: Egeland) شهری در ایالت داکوتای شمالی کشور ایالات متحده آمریکا است که جمعیت آن در سرشماری سال ۲۰۱۰ میلادی، ۲۸ نفر بوده‌است.